# Petxatka
Petxatka (rus: Печатка) és un poble del krai de Perm, a Rússia, que en el cens del 2010 tenia 15 habitants. Forma part de l'assentament rural de Sosnovka i es troba a uns 2,5 km al nord-est del centre administratiu de l'assentament, Sosnovka, així com al nord-est del centre regional, el poble de Beriózovka.